# Галушка, Валентина Фёдоровна
Валентина Фёдоровна Галушка (25 января 1927, Долговка, Криворожский округ — 17 июня 1994, Марганец, Днепропетровская область) — передовик советского сельского хозяйства, звеньевая колхоза имени Орджоникидзе Никопольского района Днепропетровской области, Герой Социалистического Труда (1971).

## Биография
Родилась 25 января 1927 года в селе Долговка (ныне Никопольского района Днепропетровской области) в семье украинцев.
В период Великой Отечественной войны проживала на оккупированной территории. Окончив школу, начала трудиться в колхозе имени Орджоникидзе. Участвовала в восстановлении хозяйства. Была назначена звеньевой садового участка. Постоянно добивалась высоких результатов в производстве.
В 1970 году при плане 212 центнеров фруктов с гектара, сумела собрать урожай в 267 центнеров фруктов с гектара.
Указом Президиума Верховного Совета СССР от 8 апреля 1971 года за получение высоких показателей в сельском хозяйстве и рекордные урожаи фруктов Валентине Фёдоровне Галушка было присвоено звание Героя Социалистического Труда с вручением ордена Ленина и медали «Серп и Молот».
Продолжала трудиться в колхозе звеньевой до выхода на заслуженный отдых. Избиралась депутатом Марганецкого городского совета.
Проживала в городе Марганец. Умерла 17 июня 1994 года, похоронена на кладбище посёлка Остров.

## Награды
- золотая звезда «Серп и Молот» (08.04.1971);
- орден Ленина (08.04.1971);
- Орден Трудового Красного Знамени (30.04.1966);
- другие медали.